# 출세간의 유익한 마음
출세간의 유익한 마음(팔리어: lokuttara-kusalacittāni 로-꿋따라 꾸살라 찟따-니, 영어: supramundane wholesome consciousnesses)은 특히 상좌부의 교학과 아비담마에서 사용하는 용어로, 욕계 · 색계 · 무색계 · 출세간의 총 89가지 마음 중 출세간에 속한 마음들로서, 번뇌를 단멸하는 또는 영원히 조복하는 역할을 하는 다음의 총 4가지 도(道, 팔리어: magga 막가, 영어: path)의 마음을 말한다.
- 예류도의 마음
- 일래도의 마음
- 불환도의 마음
- 아라한도의 마음

또는 이 4가지를 이들 4가지 마음이 일어나는 기반이 되는 선정에 따라 세분한, 즉, 초선 · 제2선 · 제3선 · 제4선 · 제5선의 5선 체계에 따라 세분한 20가지(4 × 5 = 20)를 말한다. 이 경우 욕계 · 색계 · 무색계 · 출세간의 총 121가지 마음 중 총 20가지 도의 마음이 있다.

## 출세간의 과보의 마음과의 관계
출세간의 유익한 마음 즉 4도의 마음은 각각 한 찰나에서 일어나서 해당 번뇌를 단멸 또는 영원히 조복하고 무간(無間)으로 즉 바로 다음 찰나에서 각각에 해당하는 출세간의 과보의 마음이 일어나서 번뇌의 단멸 또는 조복의 증과를 향유한다, 즉 해탈의 상태를 경험한다. 즉, 예류도의 마음 다음 찰나에 예류과의 마음이, 일래도의 마음 다음 찰나에 일래과의 마음이, 불환도의 마음 다음 찰나에 불환과의 마음이, 아라한도의 마음 다음 찰나에 아라한과의 마음이 일어난다. 따라서 도의 마음은 각각마다 단 한 번 일어나고 한 유정에게서 다시 반복되지 않는다, 즉, 번뇌를 단멸 또는 영원히 조복하였기 때문에 반복될 필요가 없다.

## 번뇌의 단멸과 조복
4도의 마음에 의해 단멸 또는 조복되는 번뇌는 다음과 같다.
| 도의 마음       | 번뇌 그룹                | 번뇌                                                                                       | 단멸/조복 |
| --------------- | ------------------------ | ------------------------------------------------------------------------------------------ | --------- |
| 예류도의 마음   | 초과3결(初果三結)        | 유신견결(有身見結) · 계금취결(戒禁取結) · 의결(疑結)                                       | 단멸      |
| 일래도의 마음   | 3종결(三種結) 즉 3불선근 | 애결(愛結) · 에결(恚結) · 무명결(無明) 즉 탐 · 진 · 치                                     | 조복      |
| 불환도의 마음   | 5하분결(五下分結)        | 유신견결(有身見結) · 계금취견결(戒禁取見結) · 의결(疑結) · 욕탐결(欲貪結) · 진에결(瞋恚結) | 단멸      |
| 아라한도의 마음 | 5상분결(五上分結)        | 색탐결(色貪結) · 무색탐결(無色貪結) · 도거결(掉舉結) · 만결(慢結) · 무명결(無明結)         | 단멸      |

## 분류 또는 체계
출세간의 유익한 마음은 다음의 분류 또는 체계에 속한다.
- 욕계 · 색계 · 무색계 · 출세간에 속한 총 89가지 마음 또는 총 121가지 마음
  - 욕계 마음 54가지
  - 색계 마음 15가지
  - 무색계 마음 12가지
  - 출세간의 마음 8가지 또는 40가지
    - 출세간의 유익한 마음 4가지 또는 20가지
    - 출세간의 과보의 마음 4가지 또는 20가지

- 욕계 · 색계 · 무색계 · 출세간에 속한 총 21가지 또는 37가지의  유익한 마음
  - 욕계 마음에 속한 욕계 유익한 마음 8가지 一 누적 8가지
  - 색계 마음에 속한 색계 유익한 마음 5가지 一 누적 13가지
  - 무색계 마음에 속한 무색계 유익한 마음 4가지 一 누적 17가지
  - 출세간의 마음에 속한 출세간의 유익한 마음 4가지 또는 20가지 一 누적 21가지 또는 37가지

## 같이 보기
- 4향4과
- 결 (불교)
- 3계
- 3유
- 25유
- 아름다운 마음
- 아름답지 않은 마음
- 유익한 마음
- 과보의 마음
- 작용만 하는 마음
- 16심#16심 (8인8지)